# Limożeńczyk

Herb Limożeńczyk - wizerunek współczesny.

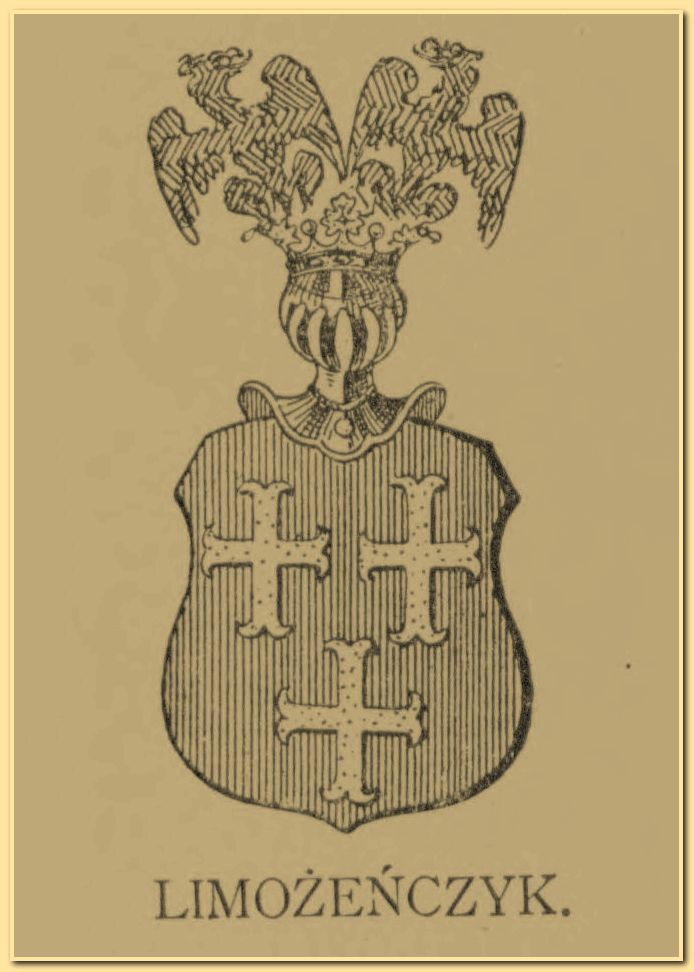
Wizerunek herbu z Księgi herbowej rodów polskich J.Ostrowskiego

Limożeńczyk – polski herb szlachecki, pochodzenia francuskiego. 

## Opis herbu
Opis herbu z wykorzystaniem klasycznych zasad blazonowania:
Na tarczy czerwonej trzy złote krzyże kotwicowe.
Klejnot: Na hełmie w koronie  dwa złote orły.

Labry: czerwone podbite złotem

## Najwcześniejsze wzmianki
Herbem tym pieczętowała się rodzina pochodzenia francuskiego Dorath z Limoges. W 1837 Roman Dorath syn Józefa i Elżbiety z Rauszów, kapitan wojsk polskich, kontroler Heroldyi Królestwa Polskiego, właściciel majątku ziemskiego Powielin w województwie płockim został wylegitymowany w Królestwie Polskim.

## Herbowni
Jedna rodzina herbownych (herb własny): 
Dorath (Dorat).